# Imposta sui cani
L'imposta sui cani era un tributo comunale italiano istituito con decreto-legge luogotenenziale n. 1393 del 1918, modificato e reso obbligatorio in tutti i comuni con decreto n. 1175 del 1931 e definitivamente abrogato con l'art. 7 della L. 281/1991.
L'imposta colpiva i cani di qualunque varietà o razza eccetto (art. 133 R.D. 1175 del 1931):
- i cani adibiti esclusivamente alla guida dei ciechi;
- i cani appartenuti a persone residenti nel comune per non più di due mesi;
- i cani lattanti per il periodo dell'allattamento, mai superiore a due mesi;
- i cani adibiti ai servizi dell'Esercito e a quelli di pubblica sicurezza.

Chiunque era possessore, custode, o comunque detentore di cani, era obbligato a farne denuncia all'ufficio municipale entro cinque giorni dall'inizio del possesso o della detenzione. Tale denuncia era obbligatoria anche per i cani non soggetti all'imposta.
Il tributo aveva carattere annuale, e le tariffe massime applicabili dai comuni erano le seguenti (art. 132):
- Lire 150 per i cani di lusso o di affezione;
- Lire 50 per i cani da caccia e da guardia;
- Lire 15 per i cani adibiti alla custodia di edifici e di greggi o tenuti a scopo di commercio.

All'atto della denuncia i possessori o detentori dei cani ricevevano una piastrina metallica recante l'anno di iscrizione e il numero progressivo. Il colore della piastrina variava secondo la tipologia di cane soggetto all'imposta.
L'imposta sui cani fu istituita anche per disciplinare la detenzione e la custodia degli stessi e per controllare e tentare di porre freno alle diverse malattie di cui erano portatori.